# یودی‌اف‌وای-۳۸۱۳۵۵۳۹
یودی‌اف‌وای-۳۸۱۳۵۵۳۹ یک کهکشان است.